# Pagani Zonda Cinque

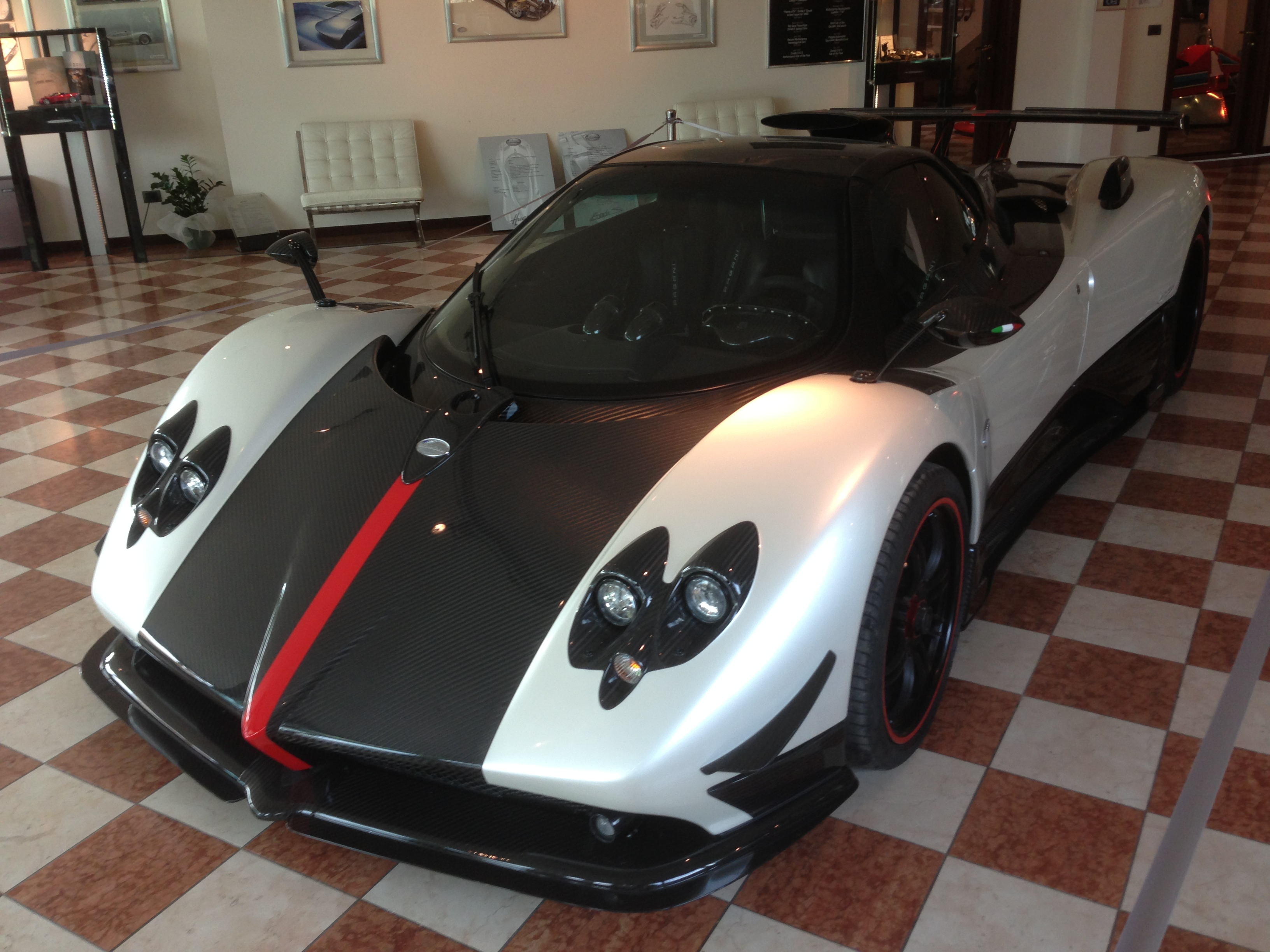
Pagani Zonda Cinque in de Pagani Fabriek in San Cesario Sul Panaro. Achterop staat "1 of 5".

De Pagani Zonda Cinque is, zoals de naam al suggereert, een tot vijf exemplaren gelimiteerde versie van de sportwagen Pagani Zonda F. Elke wagen heeft een andere, opvallende kleur.
Het model werd geïntroduceerd in 2008 op verzoek van de in Hongkong gevestigde Pagani importeur genaamd SPS Automotive Performance. De Pagani Zonda Cinque is gebaseerd op de Pagani Zonda F maar heeft meerdere onderdelen en technieken van de Pagani Zonda R, de raceversie van de Pagani Zonda, in zich verwerkt. Hierdoor is hij iets sneller dan de Zonda F.
Ook is de wagen uitgekomen als open versie, de Pagani Zonda Cinque Roadster genaamd. Hiervan zijn ook vijf exemplaren geproduceerd wat het totaal op 10 stuks brengt.